# Albert Wendt
Albert Wendt (n. 27 octombrie 1939) este un scriitor samoan. Printre lucrările lui se numără și Leaves of the Banyan Tree (1979).